# 劉培森
劉 培森（リゥ・ペイセン、1956年11月 - ）は台湾台北市出身の建築家。

## 人物
かつて台湾電視公司総経理を務めた父の劉侃如が行政院新聞局の顧問として韓国赴任期間中にソウルで出生。台北市内の国民小学と香港の中学・高校を経て、18歳で日本の上智大学に進学したが、1年でフランス行きを決意。理由は「そこで日本人がアメリカ人を軽蔑し、極度にフランス文化を崇拝していることに気付いたから」としている。
語学学校を経て、パリ・ベルヴィル建築国立学校（École Nationale Supérieure d'Architecture de Paris-Belleville）でボザール様式を学び博士課程を修了。その後米国マサチューセッツ工科大学でも建築学碩士（修士に相当）課程を修了し、台湾で数少ない欧米双方の建築課程修了者となった。
1986年に台湾に戻ると、国内の宗邁建築師事務所に在籍しながら中原大学建築系（建築学部）で副教授、教授を兼任。
その後1991年に独立して個人事務所「劉培森建築師事務所」を設立した。
かつて台北ドームで設計に関わったが、チームを組んだ遠雄集団創業者の趙藤雄が商業施設拡大に拘って元の設計とは異なるものが建てられ、移転も不可避となったことでこの案件に関わったことを後悔しているとまで言った。台北ドームの延期問題は市長が柯文哲（2014 - ）の代になっても収束していない。

### 家庭
1989年に聯合報発行人の王效蘭による紹介で台湾プラスチックグループ（台塑）創業者王永慶の三女と結婚（2004年離婚）。一男一女をもうけた。このため台湾では建築師としてよりも王永慶一族としての話題のほうが大きくなることもある。
1991年に独立した際は台北松山空港近くの眺めのいいビルにオフィスを構え、台塑関連の案件も受けないと考えていたが、台塑グループ幹部に依頼を受けてから王永慶と会食したことで転機となった。オフィスも台塑グループのビルに転居。ビルには王永慶の長女の女婿だった長庚生技董事長が1階に、四女の女婿だったデザイナー事務所が4階、劉のオフィスが7階、台塑生医科技が10階と、永慶の7人娘のうち4人の娘婿が同居することになり、「女婿楼」と世間で呼ばれていた。

## 設計思想
台湾で最初に手がけたのが長庚医院だった。そこで室内設計に携わり、そこで従来のオフィスや住宅とは異なる医療機関独特の建築用語や空間使用のあり方を習得したことは、他の大型公共施設でのコンペ獲得にも生きていると述べている。また国内外の多数の建築家、建築事務所と協業してきたことから、相手の専門分野、長所を吸収し、自己の知識へと昇華させてきた。フランスのチームと体育館の設計を担当したときは大型公共空間では避難通路を必ず設置することなどを学び、実践している。国を跨いだ協業によって違う分野の技術や経験を学ぶことができると考えるに至ったのは、滞在したサンフランシスコでチェン・カイコー（陳凱歌）の作品「さらば、わが愛/覇王別姫」に熱中する外国人を目の当たりにしたことや、映画監督アン・リー（李安）がハリウッドで成功を収めたこととし、劉は新しい協業スタイルを模索した。
「建築と映画産業は異なるチームが互いに技術を出し合うが、監督1人によって統括と協調がもたらされるという点でよく似ている」と述べ、劉も「華人の頭脳で外国人の業務を指揮する」というアン・リーのスタイル（李安模式）に辿り着いた。李安スタイルを実践する最初の機会が高雄市立図書館総館だった。構造設計はせんだいメディアテークで伊東豊雄と組んだ日本の竹中工務店、フランスの展示レイアウト担当チーム、イギリスの交通計画顧問が劉のユニットメンバーとなり、そのチームを率いることで中国伝統の天井構造が生み出されたと語っている。

## 受賞
- 内政部第十屆中華民国傑出建築師奨・傑出建築師部門・計画設計貢献奨（2008年）[13]
- 中華民国不動産協進会（中国語版）（FIABCI）国土建設特別貢献奨（2016年）[14]

### 主な受賞物件
- 台中新市政中心 - 国家卓越建設奨（2010年[15](p16)）
- 台中市議会大楼
  - 国家卓越建設奨：最佳企画設計部門特別奨（2011年[15](p21)）
  - 国家卓越建設奨：公部門基礎建設環境適意工程部門（2012年[15](p25)）
- 苗栗客家文化園区
  - 行政院公共工程委員会：公共工程金質奨（2011年[16]）
  - 台湾建築雑誌：台湾建築奨（中国語版）佳作（2013年[17]）
- 高雄国家体育場（内政部建築研究所：100年度優良緑建築優良緑建築貢献奨[18]）
- 高雄展覧館
  - 2012国家卓越建設奨最優秀企画設計部門卓越奨[15](p24)
  - 高雄市建築経営協会：2014高雄市建築園治奨[19]
- 台中清翠園 - 2014国家卓越建設奨公共建設部門特別奨[15](p35)
- 高雄市立図書館総館
  - 行政院公共工程委員会金質工程奨（設計監造部門優良奨、2014年[20]）
  - 中国工程師学会工程優良奨（2015年[21]）
  - 中華民国図書館協会　台湾十大必見図書館首位（2015年[22]）
  - FIABCI World Prix D'excellence Awards　公共建設親環境部門首位（2016年[23]）

## 代表作品
|                |                    |
| 台中市政府大楼 |                    |
|                |                    |
| 高雄展覧館     | 高雄市立図書館総館 |
|                |                    |
| 台中市議会     | 嘉義長庚紀念医院   |
|                |                    |
| 客家文化館     | 国家体育場（世運） |
|                |                    |
| 台中中央公園   |                    |

台北市
- 国立編訳館（現・国家教育研究院（中国語版））[24]
- 交通部運輸研究所（中国語版）[24]
- 国家生技研究園区（中国語版）[25]

桃園市
- 桃園機場捷運長庚医院駅商業ビル[26]

高雄市
- 高雄市立図書館総館（竹中工務店との共同[27]）

他
- 長庚医院（中国語版）（嘉義など[12]）
- 苗栗客家文化園区の台湾客家文化館（中国語版）（竹中工務店との共同[28]）

### 他の建築家との共同プロジェクト
- 高雄国家体育場（伊東豊雄、竹中工務店との共同[29]）
- 台中市政府大楼（中国語版）および台中市議会（中国語版）議政大楼（Weber+Hofer AG Architectsとの共同[30][31]）
- 高雄展覧館（フィリップ・コックス（英語版）との共同[32][33]）
- 台中中央公園（中国語版）（キャサリン・モスバッハ（Catherine Mosbach）、フィリップ・ラーム（英語版）（Philippe Rahm）との共同[34]）

### 未完成施設
- 嵩山少林寺天津分院[35][36]
- 台南市・亜太国際棒球訓練中心（中国語版）（アジア太平洋国際野球訓練センター、竹中工務店との共同[37]）
- 台中市・台中水湳経貿生態園区（中国語版）
  - 台中智慧営運中心（中国語版）（中止された旧台湾タワーに代わる高層ビル。クリスチャン・ド・ポルザンパルクとの共同[38]）
  - 台中緑美図（中国語版）（SANAAとの共同）[39]

### コンペ参加
- 台北ドーム（竹中工務店との共同[4]）
- 北京国家体育場[10]
- 国立競技場[40]

### 註釈
1. ↑  3番目の妻の娘で、夫は台朔汽車（中国語版）の創業者